# Lungime caracteristică
În fizică o lungime caracteristică este o mărime importantă care definește scara unui sistem fizic. Adesea, o astfel de lungime este utilizată ca variabilă într-o formulă pentru a prezice anumite caracteristici ale sistemului și este de obicei necesară pentru construirea unei mărimi adimensionale, în cadrul general al analizei dimensionale și în aplicații particulare precum mecanica fluidelor.
În mecanica computațională, o lungime caracteristică este definită pentru a forța localizarea unei ecuații constitutive de atenuare a tensiunii. Lungimea este asociată cu un punct de integrare. Pentru analiza bidimensională, aceasta se calculează luând rădăcina pătrată a ariei. Pentru analiza tridimensională, aceasta se calculează luând rădăcina cubică a volumului asociat punctului de integrare.

## Exemple
O lungime caracteristică este de obicei raportul dintre volumul unui sistem și suprafața sa:
{\displaystyle L_{c}={\frac {V_{\mathrm {sistem} }}{A_{\mathrm {suprafata} }}}}
De exemplu, lungimea caracteristică este utilizată pentru a calcula debitul prin țevi cu secțiunea rotundă sau de altă formă, având în vedere condițiile de curgere (de exemplu, numărul Reynolds). În aceste cazuri, lungimea caracteristică este diametrul țevii sau, în cazul țevilor de altă formă (de exemplu pătrată), diametrul lor hidraulic, {\displaystyle D_{h}}:
{\displaystyle D_{h}={\frac {4A_{c}}{p}}}
unde {\displaystyle A_{c}} este aria secțiunii transversale a țevii, iar {\displaystyle p} este perimetrul udat. Este definit astfel încât pentru țevile cu secțiunea rotundă să se reducă la diametru, D:
{\displaystyle D_{h}={\frac {4{\frac {\pi D^{2}}{4}}}{\pi D}}=D}
Pentru curgerea printr-o țeavă cu secțiunea pătrată cu latura a, diametrul hidraulic {\displaystyle D_{h}} este:
{\displaystyle D_{h}={\frac {4a^{2}}{4a}}=a}
Pentru curgerea printr-o țeavă cu secțiunea dreptunghiulară cu laturile a și b:
{\displaystyle D_{h}={\frac {4ab}{2(a+b)}}={\frac {2ab}{a+b}}}
Pentru curgeri cu suprafață liberă (cum ar fi în curgerea printr-un canal deschis), perimetrul udat cuprinde doar pereții în contact cu fluidul.
Similar, la o cameră de ardere a unui motor de rachetă, lungimea caracteristică, {\displaystyle L^{*},} este definită ca volumul camerei împărțit la aria secțiunii minime a ajutajului de evacuare a gazelor arse. Deoarece secțiunea minimă a unui ajutaj de Laval este mai mică decât secțiunea transversală a camerei de ardere, lungimea caracteristică este mai mare decât diametrul fizic al camerei de ardere. 